# Kyslík-16
Kyslík-16 (16O) je nejběžnější izotop kyslíku (přirozený výskyt přibližně 99,76 %). Vyskytuje se ve velkém množství díky tomu, že jde o jeden z hlavních produktů nukleosyntézy uvnitř hvězd a jelikož je tento izotop stabilní, mohl být vytvořen i ve hvězdách, které byly původně složené pouze z vodíku. Většina tohoto izotopu vzniká na konci fúze helia; 3-alfa reakcí vznikne 12C, který zachytí 4He za vzniku 16O. Další 16O vzniká při spalování neonu ve hvězdách.